# Cathy Bursey-Sabourin
Cathy Bursey-Sabourin est Héraut Fraser (Fraser Herald (en) en anglais) à l'autorité héraldique du Canada à Ottawa depuis 1989. Elle est l'artiste principale de l'Autorité. Bursey-Sabourin a été responsable des peintures faites pour les armoiries des cinq derniers Gouverneurs généraux du Canada et des Armoiries du Canada.